# 大阪大學綜合學術博物館

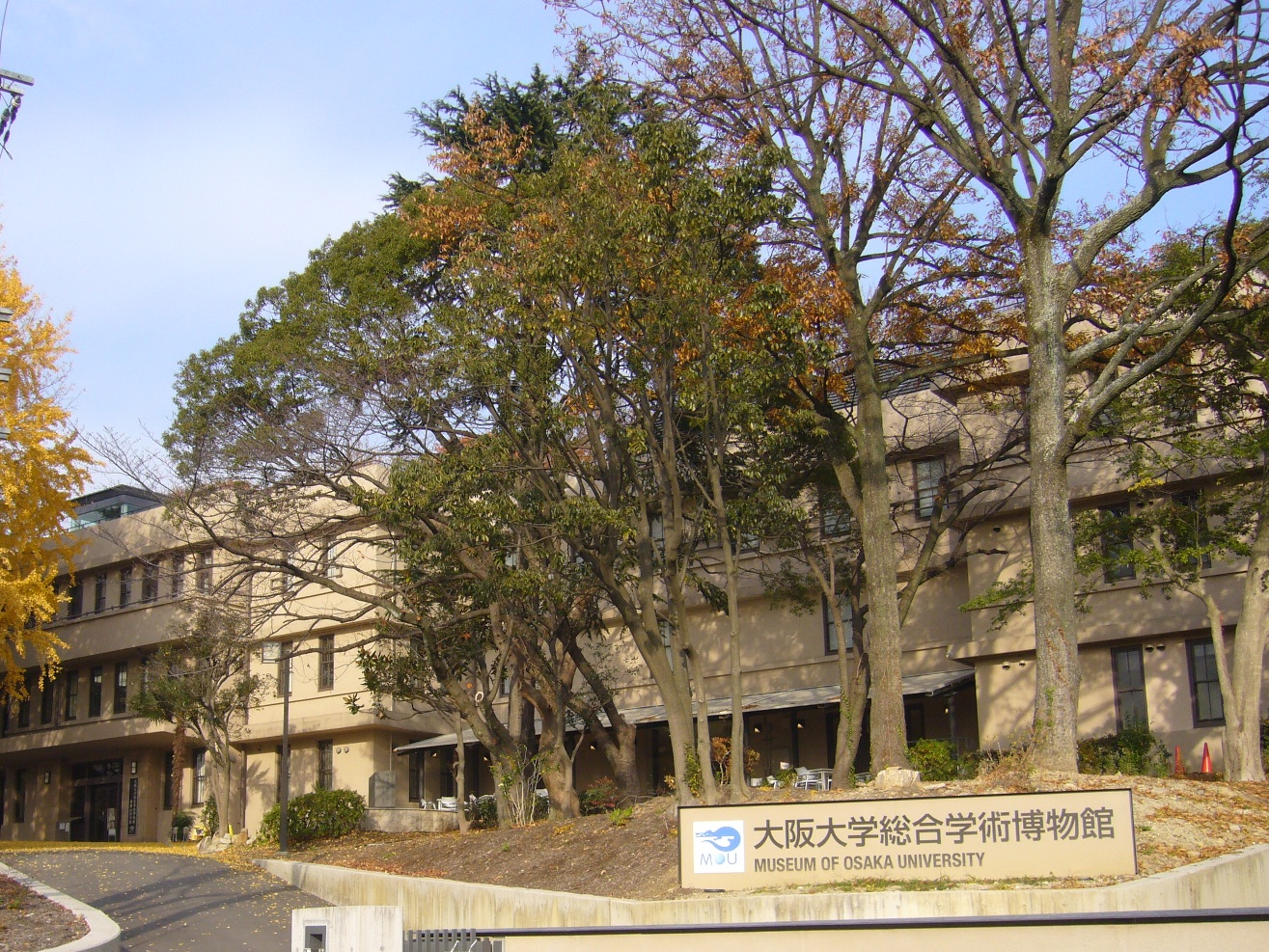

大阪大學綜合學術博物館（日语：大阪大学総合学術博物館，おおさかだいがくそうごうがくじゅつはくぶつかん）是大阪大學設置的一個博物館。這座博物館設立於2002年4月1日，是舊帝國大學中最後設立的附屬博物館。博物館包括待兼山修學館和歷史展示室兩個部分。遊客可免費入場參觀。

## 外部連結
- 大阪大学総合学術博物館 （页面存档备份，存于）